# Адресные конторы
А́дресные конто́ры (фр. bureaux d’adresse) — в XVII—XX веках в европейских странах конторы, учреждавшиеся преимущественно в больших городах и занимавшиеся посредничеством между спросом и предложением личных услуг, содействуя найму прислуги, приглашению учителей, гувернантов, приказчиков и т. п.; во Франции и Германии иногда устраивали даже браки (bureau d’adresse et de rencontre); также оказывали услуги по сдаче квартир в наём и т. п.. Фактически были первыми справочными бюро.
В 1630 году французский врач Теофраст Ренодо (1586—1653), благодаря покровительству Ришельё, получил патент на повсеместное устройство адресных контор — мест для всевозможных справок и услуг, от найма прислуги до лечения больных. Именно при этой конторе появилась первая французская газета (1631). С 1633 года Ренодо стал выпускать, под названием «Feuille du Bureau d’adresse», первый листок объявлений; в том же году была учреждена при конторе «академия, куда всякий знающий человек мог приходить для публичного обсуждения важнейших вопросов физики, морали, математики и других наук». В «Feuille du Bureau» заранее печаталась программа еженедельного заседания, а затем выходил отчёт о нём. Заседания проводились вплоть до года смерти Ришельё (1642). Листок с объявлениями продолжал издаваться до 1651 года

## В России
Адресные конторы в Санкт-Петербурге и Москве были учреждёны по закону от 15 октября 1809 года как особые конторы, отделения полиции, обязанные регистрировать людей обоего пола, прибывавших в столицы для работы по найму или по другим условиям. Их официальные названия:
- в Петербурге — «Адресная контора»,
- в Москве — «Контора адресов».

В 1867 году в городах Вильне и Риге были заведены первые опытные адресные столы, прежде чем полученный опыт распространился по всей территории страны. В советское время бюро справок сохраняли название адресных столов.